# Pristimantis supernatis
Pristimantis supernatis es una especie de anfibio anuro de la familia Craugastoridae.

## Distribución
Esta especie habita entre los 2540 y 3200 m de altitud:
- en Ecuador en la Cordillera Oriental en la provincia de Carchi;
- en Colombia en los departamentos de Tolima, Cauca, Huila y Nariño en la Cordillera Central.[4]

## Publicación original
- Lynch, 1979 : The identity of Eleutherodactylus vertebralis (Boulenger) with the description of a new species from Colombia and Ecuador (Amphibia: Leptodactylidae). Journal of Herpetology, vol. 13, n.º 4, p. 411-418.[5]